# Impatiens ramosii
Impatiens ramosii är en balsaminväxtart som beskrevs av Joseph Dalton Hooker. Impatiens ramosii ingår i släktet balsaminer, och familjen balsaminväxter. Inga underarter finns listade i Catalogue of Life.